# الأقليدي
عبد الرحمن بن إسماعيل بن زيد المعروف بالأقليدي كان متقدمًا في الهندسة، معتنيًا بصناعة المنطق بالأندلس، وله تآليف ورحل إلى المشرق أيام المنصور بن أبي عامر، وتوفي هناك. ذكره صاعد.